# Orden de familia de Eduardo VII
La orden de familia de Eduardo VII (en inglés, Royal Family Order of Edward VII) es una distinción fundada por ese rey del Reino Unido destinada a princesas de su familia.

## Historia
El tío abuelo de Eduardo VII, Jorge IV, fue el primer monarca británico en formar una orden de familia, que otorgó a princesas de su familia y damas de la alta nobleza de su corte. El sucesor de este último, Guillermo IV no otorgó una orden de familia como la de su predecesor, aunque sí una insignia cuadrada con su cifra a algunas princesas de su familia. La madre e inmediata antecesora de Eduardo VII en el trono británico, Victoria, si había fundado una orden de familia, la Real Orden de Victoria y Alberto, tomando su nombre y el de su consorte. La Orden de Victoria y Alberto presentaba algunas diferencias con la orden de familia de Jorge IV, se organizaba en distintas clases (según el rango y relación familiar de la princesa con la propia Victoria), podía ser otorgada a damas al servicio de la Reina, y además la insignia consistía en un camafeo de ónice con los perfiles de la soberana y su marido.  
Un año después de su accesión al trono, en 1902, Eduardo VII decidió distribuir una orden de familia más parecida al modelo de la de Jorge IV: 
- contaría con una única clase,
- tendría un carácter reservado,
- se volvería a utilizar una miniatura en pintura y no un camafeo.

Además solo el monarca la otorgaría únicamente a princesas de su familia. Con ello se marcaban diferencias con la orden de Jorge IV, ya que no se otorgaba a damas de la alta nobleza; y con la de Victoria y Alberto al tener una única clase y no poder ser otorgada a damas que sirvieran en la casa real. En el caso de estas últimas, Eduardo VII permitió a su mujer fundar una orden de familia propia, que podía ser distribuida a damas que la sirvieran, además de a princesas de su círculo más cercano.

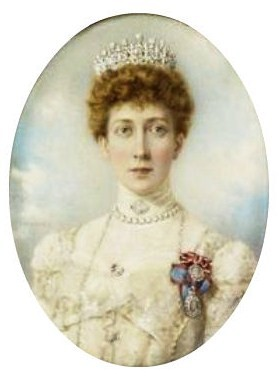
La hija primogénita del monarca, Luisa luciendo la orden familiar de Eduardo VII, así como la de su madre.

En 1902, el rey Eduardo VII encargó 11 miniaturas destinadas a las insignias de la orden, con motivo de su coronación. Como en el caso del resto de órdenes de familia, debido al carácter privado de las mismas, sus miembros solo se conocen de forma indirecta, normalmente por que lleven la orden en público.
Las princesas miembros de su familia que se conoce que recibieran la condecoración fueron:
- Su esposa, Alejandra de Dinamarca;
- Sus hijas, las princesas Luisa, duquesa consorte de Fife; Victoria y Maud (después reina consorte de Noruega).
- Sus hermanas, las princesas Luisa, duquesa consorte de Argyll; Helena, princesa Cristián de Schleswig-Holstein y Beatriz, princesa viuda Enrique de Battenberg.
- Su nuera, María de Teck, princesa consorte de Gales.
- Su cuñada, Luisa Margarita de Prusia, duquesa consorte de Connaught.[2]

Desde la muerte del monarca, en 1910, no volvió a otorgarse.  
El hijo y sucesor de Eduardo VII, Jorge V fundaría su propia orden familiar, siguiendo las características establecidas por su padre.

## Descripción
Las insignias de la orden eran muy similares a las de la de Jorge IV. Se componían de una miniatura representando un retrato de busto y de tres cuartos de Eduardo VII en uniforme militar y portando distintas órdenes. Las miniaturas de las insignias de la orden fueron realizadas por Robert Henderson.
A su vez la miniatura estaba guarnecida de una decoración de ramas de roble en diamantes y coronada por la corona real inglesa en diamantes, con el forro esmaltado de rojo. El reverso de la miniatura disponía la cifra coronada del rey (Eduardus Rex) esmaltada en rojo, y el año de su coronación (1902) obre un fondo dorado.
La insignia pendía de un lazo. El lazo era azul, con dos franjas rojas a los lados y una pequeña lista amarilla entre estas y el azul del centro.

### Individuales
1. ↑  barbara. «Royal Family Orders of King Edward VII». The Enchanted Manor (en inglés estadounidense). Consultado el 5 de agosto de 2022.
2. ↑  «The Duke and Duchess of Connaught with their children and Gustaf Adolf, Crown Prince of Sweden 22 - 22 Jun 1911». Royal Collection. Consultado el 5 de agosto de 2022.
3. ↑  «RCIN 441450 - Family Order of King Edward VII». Royal Collection (en inglés). Consultado el 4 de agosto de 2022.
4. ↑  «Badge of the Order of Victoria and Albert (third class)». Royal Collection. Consultado el 13 de noviembre de 2020.
5. ↑  Whitaker, Joseph (1848). An Almanack for the Year of Our Lord ... (en inglés). J. Whitaker. Consultado el 25 de junio de 2019.
6. ↑  «Badge of the Order of Victoria and Albert (first class) c. 1860-2». Royal Collection. Consultado el 13 de noviembre de 2020.
7. ↑  «Family Order of Queen Alexandra 1902». Royal Collection. Consultado el 13 de noviembre de 2020.